# Тайес, Вайомия
Вайомия Тайес (род. 29 августа 1945 года, Гриффин, шт. Джорджия, США) — американская легкоатлетка, бегунья на короткие дистанции, чемпионка Олимпийских игр 1964 и 1968 годов в беге на 100 метров.
Училась в Университете штата Теннесси, в возрасте 19 лет участвовала в Олимпийских играх 1964 года в Токио. В предварительном забеге повторила мировой рекорд Вильмы Рудольф. В финале на 0,2 секунды опередила свою главную соперницу, американку Эдит Макгуайр. На этой же Олимпиаде в составе команды США завоевала серебряную медаль в эстафете 4×100 м, уступив сборной Польши.
В последующие годы Тайес несколько раз побеждала на чемпионатах США, завоевала золотую медаль в беге на 200 метров на Панамериканских играх.
В 1968 году, на Олимпийских играх в Мехико она второй раз стала олимпийской чемпионкой в беге на 100 метров. В финале она пробежала дистанцию зав 11,08 с, установив новый мировой рекорд. Вторую золотую медаль с новым мировым рекордом она завоевала в эстафете 4×100 м, где бежала на последнем этапе. Участвовала также в беге на 200 метров, где дошла до финала и финишировала шестой.
После Олимпиады 1968 года ушла из большого спорта.
С 1973 года участвовала в соревнованиях Международной профессиональной легкоатлетической ассоциации (Professional International Track Association). В 1973 году выиграла 8 из 18 соревнований, в 1974 году — все 22. В дальнейшем работала тренером в средней школе Беверли-Хиллз, основала несколько женских спортивных фондов.
В 1980 году внесена в Зал славы американской лёгкой атлетики, в 1985 году — в Олимпийский зал славы США.